# Aleksandr Kosenkov
Aleksandr Kosenkov (n. 29 iulie 1956, Habarovsk, RSFS Rusă, URSS) este un săritor în apă ce a reprezentat Uniunea Republicilor Sovietice Socialiste, medaliat olimpic. A participat la două ediții ale Jocurilor Olimpice (1976, 1980) în care a câștigat o medalie de bronz.